# كأس ولي العهد البحريني لكرة القدم 2006
كأس ولي العهد البحريني لكرة القدم 2006 هي النسخة السادسة من كأس ولي العهد البحريني لكرة القدم وجرت من 12 مايو إلى 21 مايو 2006 بمشاركة الفرق التي احتلت المراكز الأربع الأولى في بطولة دوري الدرجة الأولى لموسم 2005-2006.

## الدور النصف النهائي
| المحرق                                     | 1-2 | النجمة       |
| ------------------------------------------ | --- | ------------ |
| محمود عبد الرحمن 64' · محمد جعفر الزين 86' |     | حمد فيصل 19' |

| الرفاع                                       | 1-2 | الأهلي       |
| -------------------------------------------- | --- | ------------ |
| عبد الرحمن محمد المالكي 23' · محمد سلمان 86' |     | جيسي جون 13' |

## المباراة النهائية
| المحرق                             | 1-2 | الرفاع             |
| ---------------------------------- | --- | ------------------ |
| علي عامر 60' · محمد جعفر الزين 82' |     | حسين سلمان مكي 14' |

## البطل
| كأس ولي العهد البحريني بطل 2006 |
| ------------------------------- |
| المحرق اللقب الثاني             |